# Andvaka
Andvaka (Isländisch für „Schlaflosigkeit“ und „spirituelle Anrufung“) ist eine 2019 gegründete Funeral-Doom-Band.

## Geschichte
Die erste Idee zu dem Funeral-Doom-Projekt Andvaka entstand Januar 2019 mit einem ersten Riff. Der zumeist anonym agierende Kopf der Band bemühte sich um eine Konkretisierung der Idee nach einer Nahtoderfahrung am 17. August 2019 in Kopenhagen. Mit der Grundidee arbeitete er fünf Monate vor den ersten Aufnahmen. Diese fanden in den Krummafótur-Studios in Reykjavík statt. Produktion, Aufnahme, Abmischung und Mastering übernahm Kristján Jóhann Júliusson alias „I“ von Zakaz, Grave Superior und CXVIII, der als Bandkopf vermutet wird. Auf die Möglichkeit angesprochen verwies die Band darauf, dass die Namen der Mitglieder irrelevant sein und die Musik für sich zu sprechen habe. Das von Júliusson betriebene Label Krummafótur gab das Debüt am 27. November 2020 heraus. In den folgenden Jahren nahm die als Trio benannte Band die Download-Singles Andvari 2020 und Sólin Hylur 2022 unter den gleichen Produktionsbedingungen auf.

## Konzept
Stefano Cavanna beschreibt die konzeptionelle Ausrichtung der Band in seiner Genreenzyklopädie Il suono del Dolore. Trent’anni di Funeral Doom. als „so düster“ wie für das Genre üblich, jedoch ebenso tiefgründig und von einer rituellen Atmosphäre durchdrungen, die zwar „nichts Religiöses im Sinne des Wortes, aber eine starke Spiritualität ausstrahlt besitzt“. Diese spirituelle Grundidee wird auch im Namen und thematischen Schwerpunkt der Gruppe deutlich. Der Bandnamen, der neben Schlaflosigkeit, „auch so etwas wie Geisteranrufung bedeutet“, verweise auf die Grundidee des Projektes, dass das Leben aller eine Form der Schlaflosigkeit sei. Ein Wachzustand in dem sich alle befänden, darauf wartend einzuschlafen um von der Existenz in der Welt aufzuwachen. Musik und die in isländischer Sprache verfassten Texte selbst seien dabei als Botschaft an Menschheit gedacht.

„[W]e play the soundtrack to the apocalypse caused by the idiocy of humans, we are blindly destroying our world as we have never experienced it in our lifetimes, our civilization protects itself by attacking nature and by attacking it, it will fight back eventually.“

„Wir spielen die Begleitmusik für die durch die Idiotie der Menschen verursachte Apokalypse; wir zerstören blindlings unsere Welt, in einer Form wie wir es zu unseren Lebzeiten noch nicht erlebt haben, unsere Zivilisation schützt sich, indem sie die Natur angreift, und weil wir sie angreifen wird sie irgendwann zurückschlagen.“

## Stil
Der von Andvaka gespielte Funeral Doom wird als „gedämpft und intim“ sowie als „noch entrückter, fortgetragener, entfernter“ in Relation zum stereotypen Genre wahrgenommen. So vermittele die Musik „eine schlichte, ruhige, auf gewisse Weise typisch isländische Ästhetik.“
Diese Stimmung würde „insbesondere durch den tiefen, erhabenen Klargesang“ erzielt. Eine Grundausrichtung, von der ausgehend die Stücke „stärker und kraftvoller […] werden, ohne dass“ die Band das Tempo erhöhen müsse. Der feierliche und sakrale Klargesang wird hierzu im gelegentlichen Wechsel mit einem als schmerzerfüllt wahrgenommenen Growling präsentiert.

## Diskografie
- 2019: Andvana (Album, Krummafótur)
- 2020: Andvari (Download-Single, Krummafótur)
- 2022: Sólin Hylur (Download-Single, Krummafótur)